# 光藤和明
光藤 和明（みつどう かずあき、1948年5月12日 - 2015年10月18日）は、日本の医師。倉敷中央病院循環器内科主任部長で副院長を兼任。日本心血管カテーテル治療学会理事長。京都大学循環器内科臨床教授。

## プロフィール
広島大学附属高等学校を経て、1974年（昭和49年）、京都大学医学部卒業、倉敷中央病院に勤務。
カテーテル治療の一つで狭心症や心筋梗塞を治療する経皮的冠動脈形成術 (PTCA) の第一人者。スイス、アメリカでの実績を知り、1982年（昭和57年）より導入。一万九千例以上の実績がある。CTO（慢性完全閉塞）の治療手技で著名。また血管を傷をつける可能性が高くまだ誰も成功していない世界一硬い30gのガイドワイヤーを使ったカテーテル治療に世界で初めて成功している。中華民国総統を務めた李登輝の治療も行った。
心臓のカテーテル治療を日本で初めて行いこの治療を日本に初めて持ち込んだ延吉正清医師とは同じ京都大学循環器内科出身で日本心血管インターベンション学会理事長と名誉理事長という関係である。
2015年10月18日に特発性心室細動のため死去した。67歳没。

## 主要な編著書
- 光藤和明「カテーテルインターベンション」メジカルビュー社 2006 ISBN 978-4758301428
- 光藤和明「PTCAテクニック」（第2版）医学書院 1999 ISBN 978-4260109741
- 光藤和明「PTCAテクニック 慢性完全閉塞」医学書院 2003 ISBN 978-4260102667
- 光藤和明, 加藤修「CTO―慢性完全閉塞病変に対するPTCAの適応と戦略」三輪書店 2000 ISBN 978-4895901246